# Charles Zwolsman
Charles Zwolsman Jr., född den 15 juni 1979 i Lelystad i Flevoland, är en nederländsk racerförare.